# Altair (kommun)
Altair är en kommun i Brasilien.   Den ligger i delstaten São Paulo, i den sydöstra delen av landet, 500 km söder om huvudstaden Brasília. Antalet invånare är 3 814.
Följande samhällen finns i Altair:
- Altair

Omgivningarna runt Altair är en mosaik av jordbruksmark och naturlig växtlighet. Runt Altair är det glesbefolkat, med 12 invånare per kvadratkilometer.